# Nicolaas Pieter Badenhuizen
Nicolaas Pieter Badenhuizen (Zaandam, 14 juni 1910 - Toronto, 3 november 1994) was een Nederlands bioloog, hoogleraar en lid van de Koninklijke Nederlandse Akademie van Wetenschappen.

## Opleiding
Badenhuizen doorliep van 1922 tot 1927 de hogereburgerschool te Amsterdam en ging vervolgens biologie studeren aan de Universiteit van Amsterdam, waar hij in 1934 cum laude het doctoraalexamen aflegde. Direct na zijn kandidaatsexamen, dat hij eveneens met lof aflegde in 1931, werd hij assistent bij het Hugo de Vries Laboratorium, van 1934 tot 1937 was hij daarnaast tevens leraar aan het Barlaeus Gymnasium te Amsterdam.

## Loopbaan
Johan Rudolf Katz, sinds 1919 als privaatdocent verbonden aan de Universiteit van Amsterdam, tevens aan het MIT, richtte de aandacht van Badenhuizen op het grensgebied tussen biologie en macromoleculaire chemie. Samen met Katz, die onder meer de kristallijne structuur van uitgerekt rubber ontdekte, publiceerde hij microscopische waarnemingen aan zetmeelkorrels, die door dextrinevorming na droge verhitting veranderd waren en in water oplosbaar werden, in het Zeitschrift für physikalische Chemie (1938). Dit onderzoek bepaalde de verdere interesse van Badenhuizen, namelijk het onderzoek van de structuur en biochemie van de zetmeelkorrel, als reservezetmeel bij planten het belangrijkste basisvoedsel voor mens en dier. In 1938 promoveerde Badenhuizen op het proefschrift Das Stärkekorn als chemisch einheitliches Gebilde bij professor Th.J. Stomps. Het thema van de dissertatie stelde het probleem aan de orde waar de verschillende componenten waaruit een zetmeelkorrel was opgebouwd, gelokaliseerd waren. Resultaten van verder onderzoek op dit terrein door Badenhuizen werd later gepubliceerd in een monografie De chemie en de biologie van het zetmeel (1949). De nadruk van dit onderzoek lag op de importantie van de combinatie van chemische en biologische kennis bij het zetmeelonderzoek. Na zijn promotie ging Badenhuizen naar Nederlands-Indië, waar hij als geneticus en biochemicus bij het Proefstation voor Vorstenlandse Tabak te Klaten op Java werkzaam was. In de periode van 1939-1942 introduceerde hij veel nieuwe vooral cytogenetische onderzoeksmethoden bij tabak, zoals de polyploïdisering van tabak met behulp van colchicine, en de productie van haploïden door middel van röntgenstralen. Van 1942 tot 1945 was Badenhuizen  krijgsgevangene in Japanse concentratiekampen op Java, in Birma en Thailand. 
Na een korte periode van klinisch-chemisch werk in het Rode Kruis Hospitaal van de British Indian Army te Bangkok, keerde hij naar Nederland terug en werkte in 1946-1947 als cytoloog aan het Genetisch instituut van de Rijksuniversiteit Groningen onder professor M.J. Sirks. Daarna aanvaardde hij een betrekking bij de Nederlandse Gist- en Spiritusfabriek te Delft. Hier verdiepte hij zich in het bijzonder in onderzoek naar de vorming van antibiotica. Hij weigerde een aanbod voor een hoogleraarschap in de plantkunde aan de Universiteit van Bandung maar accepteerde in 1950 wel een benoeming als hoogleraar aan de Universiteit van Witwatersrand te Johannesburg in Zuid-Afrika.Hier slaagde hij erin het wetenschappelijke onderzoek vooral in biochemische en genetische richting sterk uit te breiden, en met het oog op de industriële toepassing nieuwe aspecten van zetmeel-onderzoek te introduceren, zoals de irreversibele afbraak in verband met het bakproces en de rol van phosphorylase. Met behulp van radioactieve isotopen werd ook de groei van zetmeelkorrels in de aardappel bestudeerd. Badenhuizen werd sterk bewogen door onderwijsproblemen, zijn  inaugurele rede was getiteld On the task of a University Department of Botany, a problem of multiplicity and co-ordination. Maar het onderzoek naar de fijnstructuur van cellen in relatie tot de productie en samenstelling van de zetmeelkorrel bleef zijn voornaamste aandacht houden; hij verbleef in 1956 een tijd bij de Radio Isotope Unit van de Postgraduate School van de Medische Faculteit te Hammersmith (Londen), ook in dienst van voorgenoemd onderzoek.
Badenhuizen ontving in 1969 de Thomas Burr Osborn Medal van de American Association of Cereal Chemists en in 1982 de Alsberg-Schoch Memorial Award. Hij schreef vier boeken, waaronder Chemistry and Biology of the starch granule in Protoplasmatologia 2 (1959) en Struktur und Bildung des Stärkekorns in Handbuch der Stärke (1971).  In Zuid-Afrika was Badenhuizen actief in tal van wetenschappelijke verenigingen, onder meer bestuurslid van de Council of the South African Association for the Advancement of Science, bestuurslid van de South African Genetical Society, voorzitter van de Tree Society for Southern Africa, vicepresident van de Transvaal Horticultural Society, lid van het South African Chemical Institute en voorzitter van het Johannesburg Council for Natural History. In januari 1961 verkreeg Badenhuizen een stipendium van de Rockefeller Foundation en werd hij professor en voorzitter van het Department of Botany aan de University of Toronto, een positie, die hij tot zijn emeritaat in 1981 zou bekleden. Ook in Canada zette hij zijn onderzoek naar zetmeel voort, met een sterker accent op de amylolytische corrosie, de biosynthese, en de daarbij betrokken enzymen. Hij publiceerde steeds meer in Nederlandse vaktijdschriften, zoals in het Chemisch Weekblad, het Vakblad voor Biologen, het Landbouwkundig Tijdschrift, de Acta Botanica Neerlandica en de proceedings van de KNAW. Daarnaast was hij lid en voorzitter van het Toronto Chapter of the Canadian Association for the Advancement of Netherlandic Studies (CAANS). 
- Biografisch Portaal: 94296682
- International Standard Name Identifier: 0000 0000 4027 1287
- Library of Congress Control Number: n89647749
- Nationale Bibliotheek van Tsjechië: hka2010587839
- Nationale Bibliotheek van Israël: 987007442040505171
- Nederlandse Thesaurus van Auteursnamen: 071722300
- Système universitaire de documentation: 088049825
- Virtual International Authority File: 18831350
- WorldCat: E39PBJh4ttR8bqp8FcfWkTcdcP